# Willie Green (Basketballspieler)
Willie J. Green (* 28. Juli 1981 in Detroit, Michigan) ist ein US-amerikanischer Basketballtrainer und ehemaliger -spieler. Er spielte hauptsächlich auf der Position des Shooting Guards.

## Karriere
Green besuchte das Detroit Mercy College und wurde im NBA-Draft 2003 an 41. Stelle von den Seattle SuperSonics ausgewählt. Er spielte dann sieben Jahre bis 2010 für die Philadelphia 76ers um dann für ein Jahr zu den New Orleans Hornets zu wechseln. 2011 wechselte Green zu den Atlanta Hawks und konnte mit den Hawks in die Play-offs einziehen. Im Sommer 2012 verlängerten die Hawks seinen Vertrag und transferierten Green anschließend zu den Los Angeles Clippers.
Zur Saison 2014/2015 wurde Green von den Clippers aus seinem Vertrag entlassen. Er wechselte daraufhin zu den Orlando Magic. Von 2016 bis 2019 war er bei den Golden State Warriors als Assistenztrainer unter Vertrag.

## Auszeichnungen (Auswahl)
Green erhielt mehrere Auszeichnungen:
- gewählt ins Midwestern Collegiate Conference All-Newcomer Team: 2000
- gewählt ins Second Team All-Midwestern Collegiate Conference: 2001
- gewählt ins All-Horizon First Team: 2003
- gewählt zum Horizon League Player of the Year: 2003
- gewählt ins Portsmouth Invitational All-Tournament Team: 2003